# Vettisfossen
Vettisfossen est une chute d'eau située dans la vallée d'Utladalen, dans la commune d'Årdal, dans le comté de Vestland. Elle a une hauteur totale de 340 m, dont une chute libre de 275 m. Elle est considérée comme la plus haute chute libre de Norvège dont le débit n'est pas régulé.